# Marc-André Leclerc
Marc-André Leclerc (* 10. Oktober 1992 in Nanaimo; † 5. März 2018 bei Juneau) war ein kanadischer Free-Solo-Kletterer und Alpinist. Die Dokumentation Der Alpinist beschäftigt sich mit seinem Leben.

## Leben

### Jugend
Leclerc wurde 1992 als Sohn von Michelle Kuipers und Serge Leclerc in Nanaimo in British Columbia geboren. Mit neun Jahren kletterte er das erste Mal in einer Kletterhalle und trat im selben Jahr dem Project Climbing in Abbotsford bei. Später zog seine Familie nach Agassiz, wo er mit dem Klettern an Wänden der Kaskadenkette begann. Zudem trat er in Wettkämpfen an und gewann 2005 die Canadian Nationals. Mit 15 Jahren schloss er sich dem British Columbia Mountaineering Club an und machte sich in der Community schnell einen Namen.

### Karriere
Im Jahr 2015 verbrachte Leclerc viel Zeit in den Bergen Patagoniens. Am 21. Februar bestieg er The Corkscrew (5.10d A1) am Cerro Torre zum ersten Mal Solo. Er beschrieb die Tour selbst als „sozusagen einen ersten Schritt in die Zukunft“, um ein Entdecker zu werden. Im selben Jahr bestieg er noch weitere Gipfel in der Region. Viele davon Free Solo oder sogar Onsight, was bedeutet, dass er keine Routenplanung oder Testdurchläufe machte.
In den nächsten Jahren kletterte er schwierige Passagen in den Rocky Mountains und in Schottland.
2016 war Marc André Leclerc war der erste Mensch, dem die Solo-Besteigung im Winter eines der schwierigsten Berge Patagoniens, dem Torre Egger, gelang.
Des Weiteren wurde ein Dokumentarfilm über ihn gedreht.

### Privatleben
Leclerc hat eine ältere Schwester und einen jüngeren Bruder, mit denen er in Fraser Valley aufwuchs. Später zog er nach Squamish, wo er ab 2012 mit seiner Freundin Brette Harrington lebte, die ebenfalls Kletterin ist. Mit ihr erfand er 2016 die Route Hidden Dragon (5.12b) an der Wand des Mount Slesse.

### Tod
Am 5. März 2018 erreichte Leclerc mit seinem Kletterpartner Ryan Johnson den Gipfel der Mendenhall Türme, am Mendenhall-Gletscher nördlich von Juneau. Dabei begingen die beiden eine neue Route über die Nordflanke. Ihre Rückkehr wurde für den 7. März erwartet, allerdings kamen sie nie im Tal an. Die Suche wurde durch schlechtes Wetter erst vier Tage später aufgenommen, allerdings wurde an der Bergflanke nur noch ein Seil entdeckt, das aus dem Schnee ragte. Deshalb wird vermutet, dass die Kletterer von einer Lawine verschüttet wurden. Die Leichen wurden nicht gefunden.

## Ausgewählte Kletterleistungen
- 2013: The Temptation of St Anthony in Squamish, Erstbegehung im Freiklettern (5.13a).[10]
- 2015: Northeast Buttress, Free Solo im Winter, zweiter Winteraufstieg, erster freier Aufstieg im Winter (5.9+).[11]
- 2015: East Pillar Direct (5.10+), Navigator Wall (5.10+), Northeast Buttress (5.9+), Free Solo in 12:04 Stunden.[11]
- 2015: Directa de la Mentira, Erstbegehung (5.10).[12]
- 2015: Muir Wall El Capitan (5.13c).[13]
- 2015: Reverse Torre Traverse, Erstbegehung (5.10a).[12]
- 2015: The Corkscrew, Erstbegehung Solo (5.10d).[14]
- 2015: Tomahawk/Exocet Link Up, Onsight Free Solo (5.8).[13]
- 2016: Infinite Patience (VI 5.9 M5 WI5, 2200m), Erstbegehung Solo.[6]
- 2016: Mount Tuzo (M7+ WI6+R, 1110 m), Erstbegehung der Nordostwand.[15]
- 2016: East Pillar – Torre Egger, Erstbegehung Solo im Winter (5.10b).[16]
- 2017: Cheesmond Express (5.10), Premature Ejaculation (5.10+), Northeast Face (5.7) Free Solo.[17]
- 2017: Tall Storey (5.11c), Erstbegehung Free Solo.[17]
- 2017: Pinko (5.10), Erstbegehung Free Solo.[17]
- 2018: North face of the Main Tower, Mendenhall Türme, Erstbegehung.[18]
- 2018: The Theft (M7 WI6+), zweite Begehung.[19]